# Epepeotes himalayanus
Epepeotes himalayanus är en skalbaggsart som beskrevs av Stefan von Breuning 1950. Epepeotes himalayanus ingår i släktet Epepeotes och familjen långhorningar. Inga underarter finns listade i Catalogue of Life.